# Markus Buchheit
Markus Buchheit é um político alemão da Alternativa para a Alemanha que está servindo como deputado no Parlamento Europeu.